# Kadomatsu

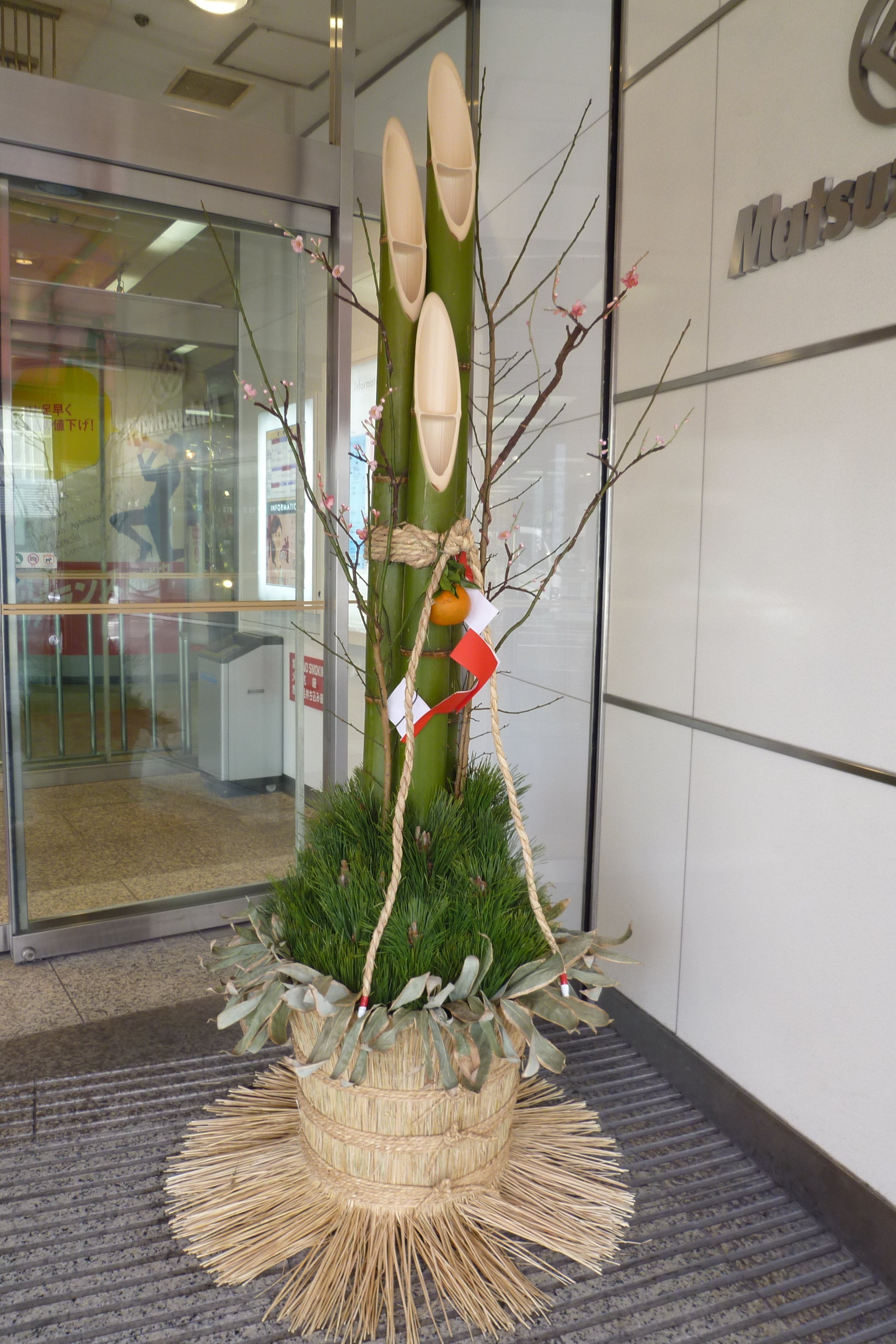
Kadomatsu

Un kadomatsu (門松, literalment 'pi de porta') és un ornament tradicional japonès de Cap d'Any que es col·loca en parelles davant de les cases per rebre els esperits ancestrals o kami de la collita. Es col·loquen després de Nadal fins al 7 de gener (o el 15 de gener, durant el període Edo) i es consideren habitatges temporals (shintai) pels kami. Els dissenys del kadomatsu varien depenent de la regió, però en general estan fets de pi, bambú, i, de vegades d'ume (la prunera xinesa) que representen longevitat, prosperitat i fermesa, respectivament. La funció fonamental de les cerimònies de Cap d'Any és honrar i rebre a les deïtats toshigami perquè portin una abundant collita per als agricultors i atorguin la benedicció dels avantpassats a tot el món. Després del 15 de gener (o en molts casos el 19) el kadomatsu es crema per apaivagar els kami o toshigami i alliberar-los. Existeix un emoji del kadomatsu, està codificat a Unicode com a U+1F38D 🎍 pine decoration.

## Construcció i col·locació
La porció central del kadomatsu es forma a partir de tres grans brots de bambú, que poden ser de plàstic. Igual que en diverses tradicions d'ikebana (arranjament floral japonès), els brots es troben a diferents altures i representen el cel, la humanitat i la terra, essent el cel el brot més alt i la terra el més baix. En alguns kadomatsu els brots de la humanitat i de la terra es troben a la mateixa altura. Sota ells es col·loquen branques de pi, anomenat toshi-gi (arbre de l'any), després tot es lliga amb una corda de palla i es col·loca sobre un teixit de palla i vímet. Els kadomatsu es col·loquen en parella a cada costat de la porta, representant la dualitat femení-masculí.

## Galeria

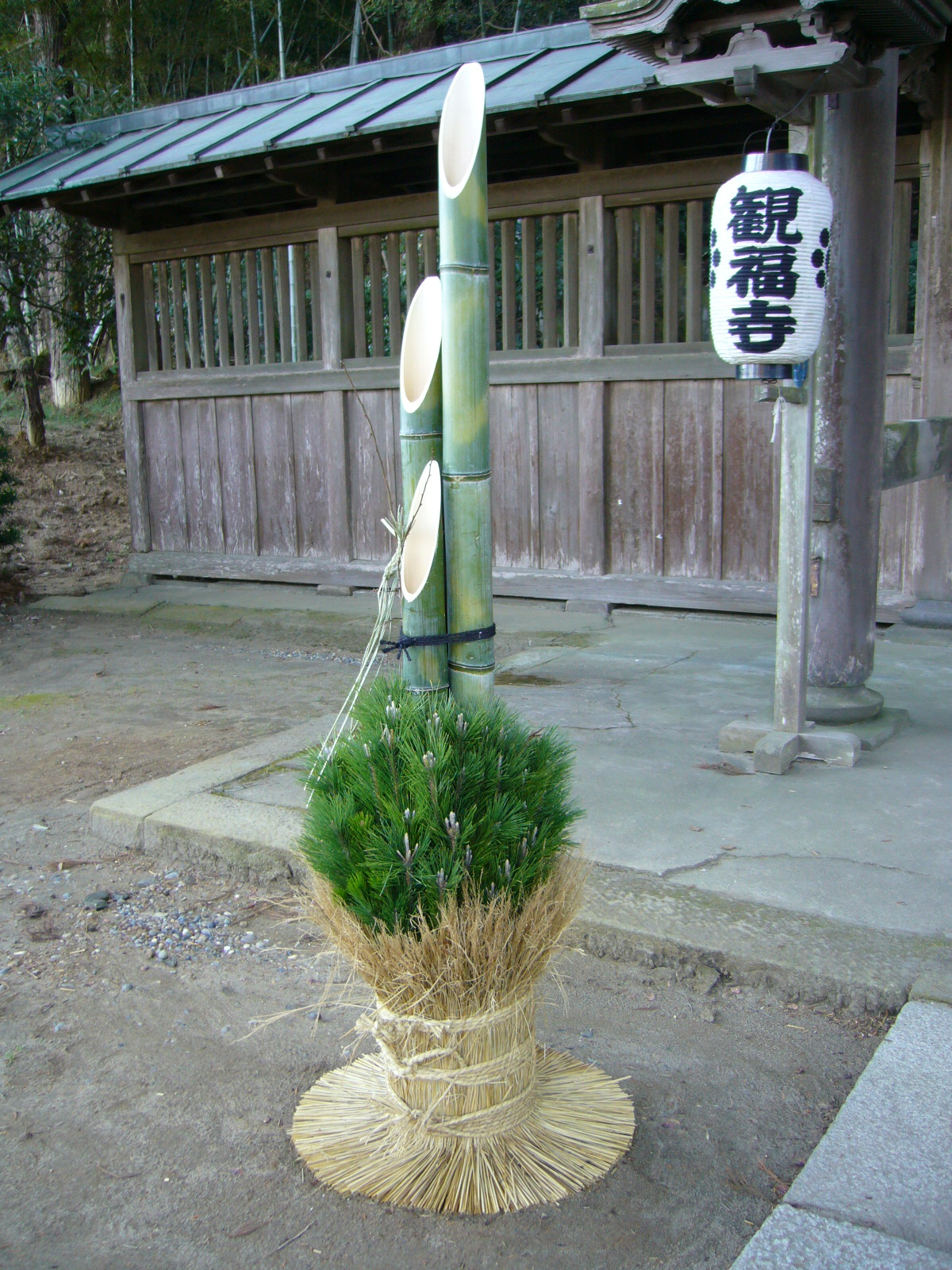
Kadomatsu de l'est del Japó (Regió de Kanto)
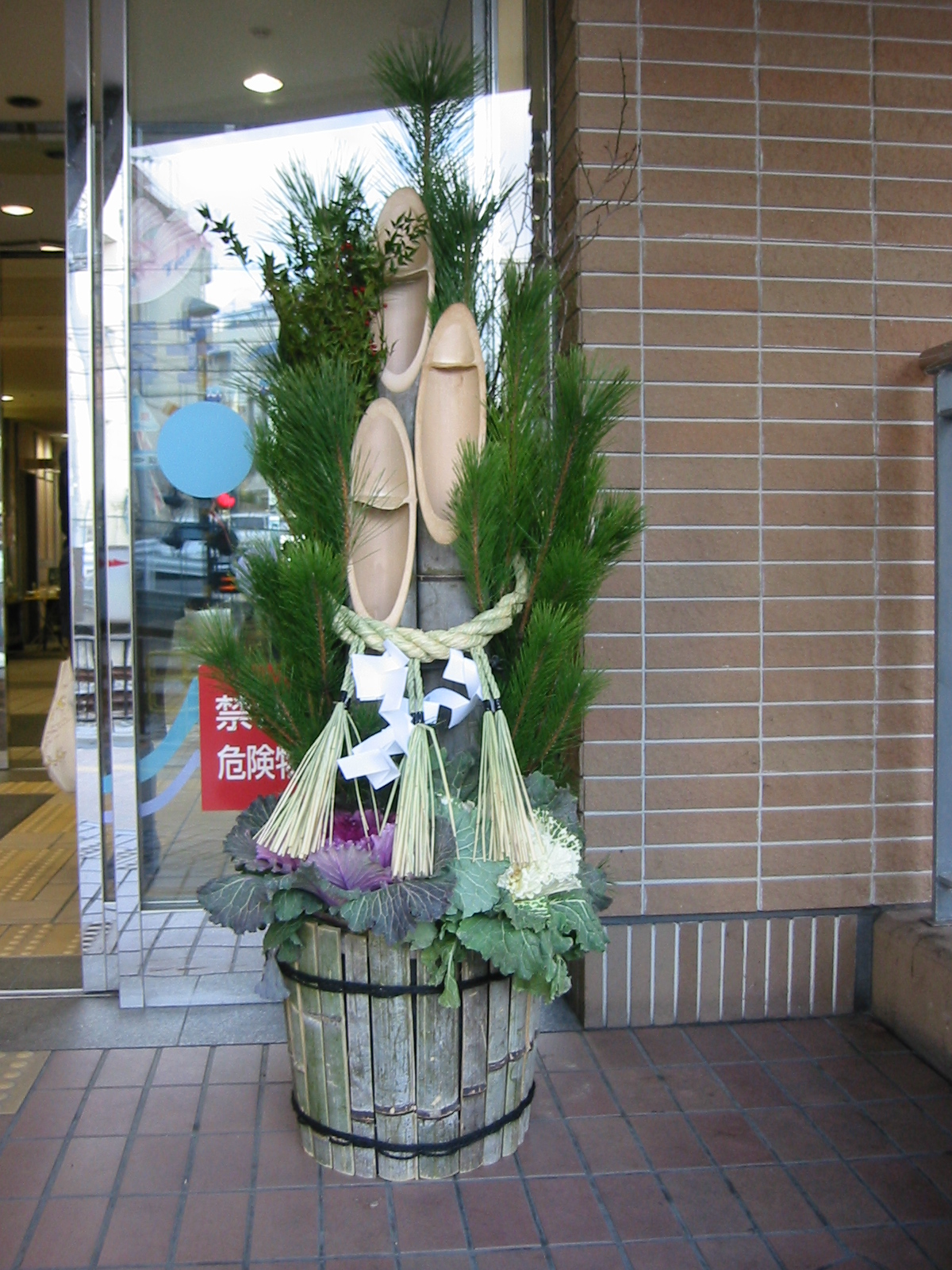
Kadomatsu de l'oest del Japó (Regió de Kansai)
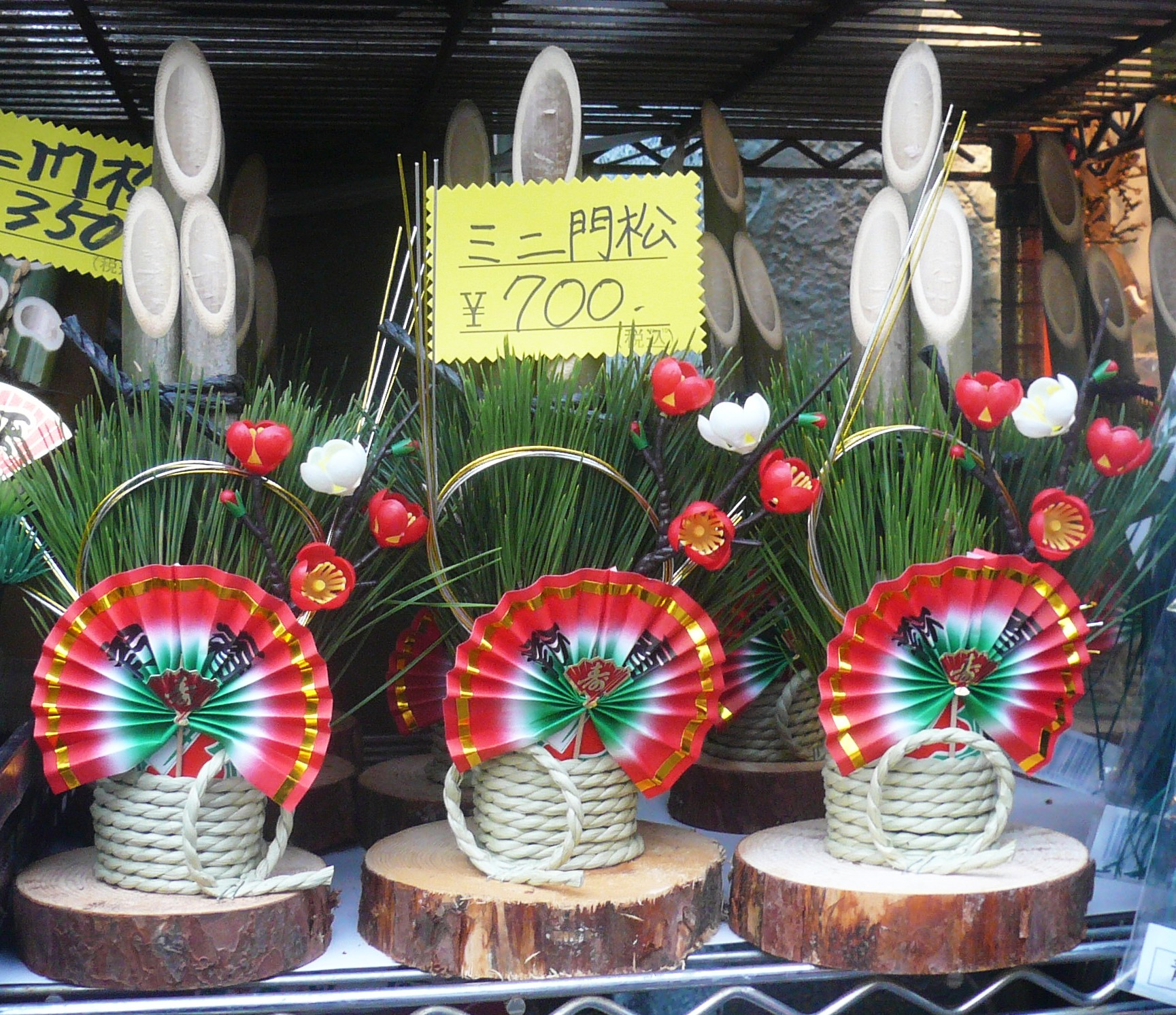
Tres kadomatsu petits que es venen en l'exterior per 700 iens cadascun
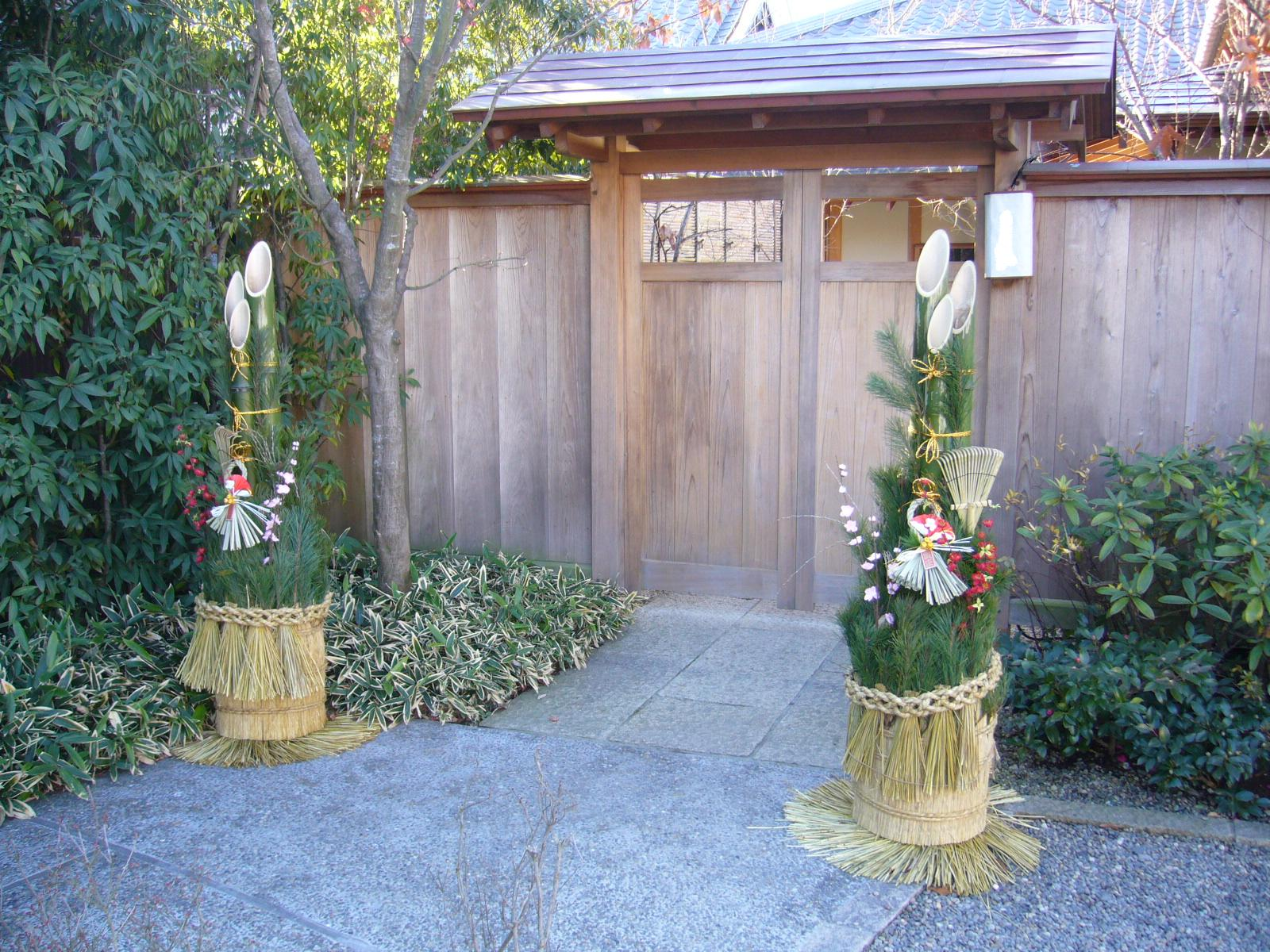
Dos kadomatsu col·locats enfront de la porta d'una casa tradicional japonesa
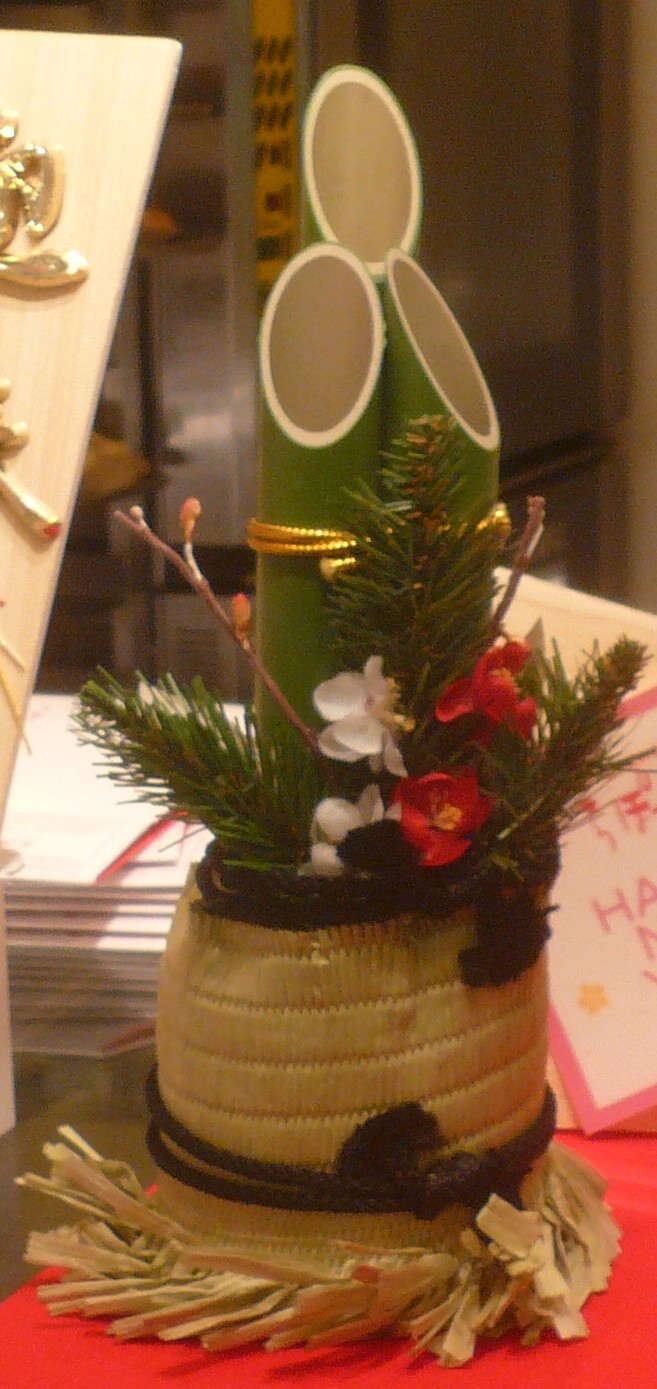
Un kadomatsu en miniatura en una botiga
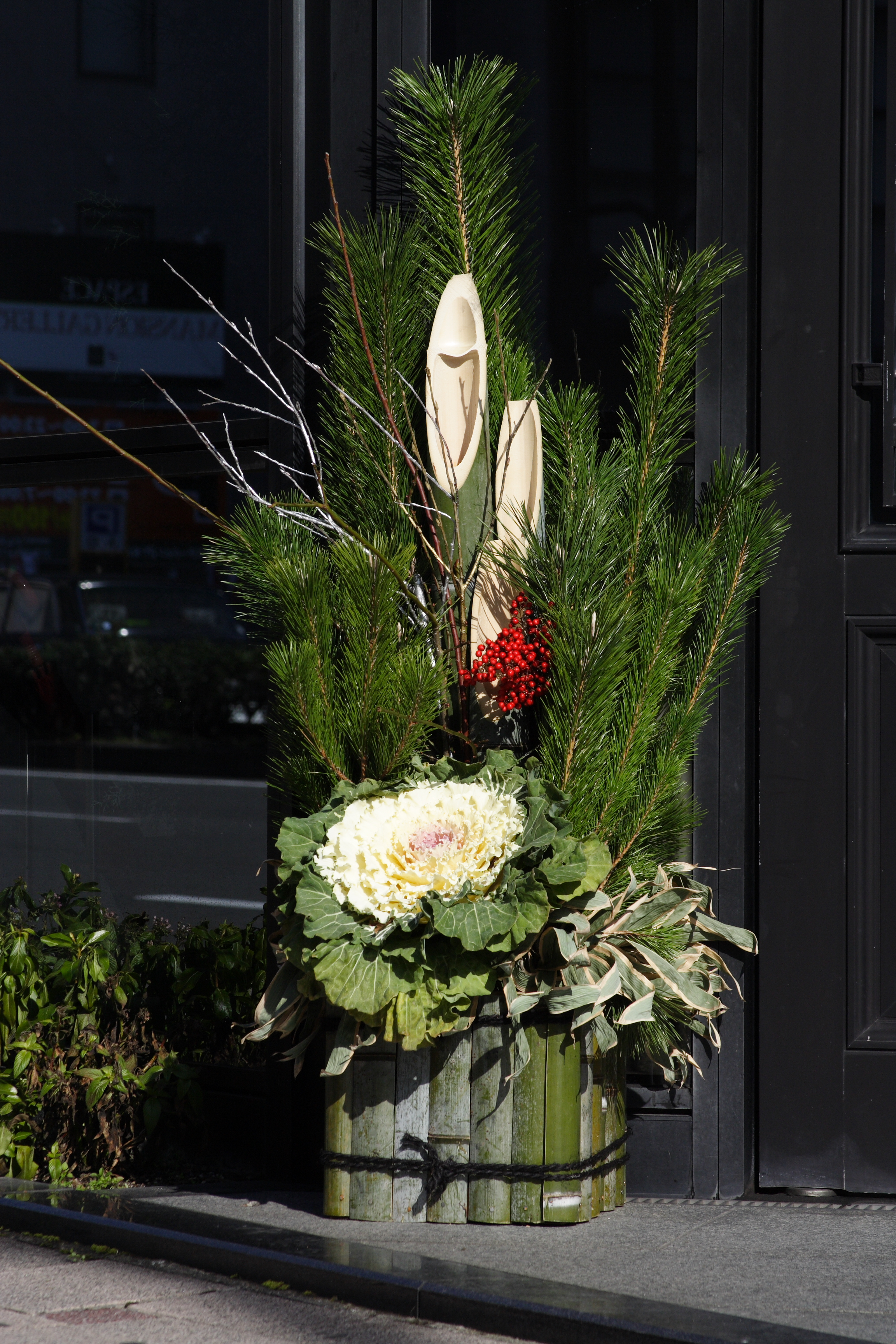
Un kadomatsu a l'estil de Kyoto
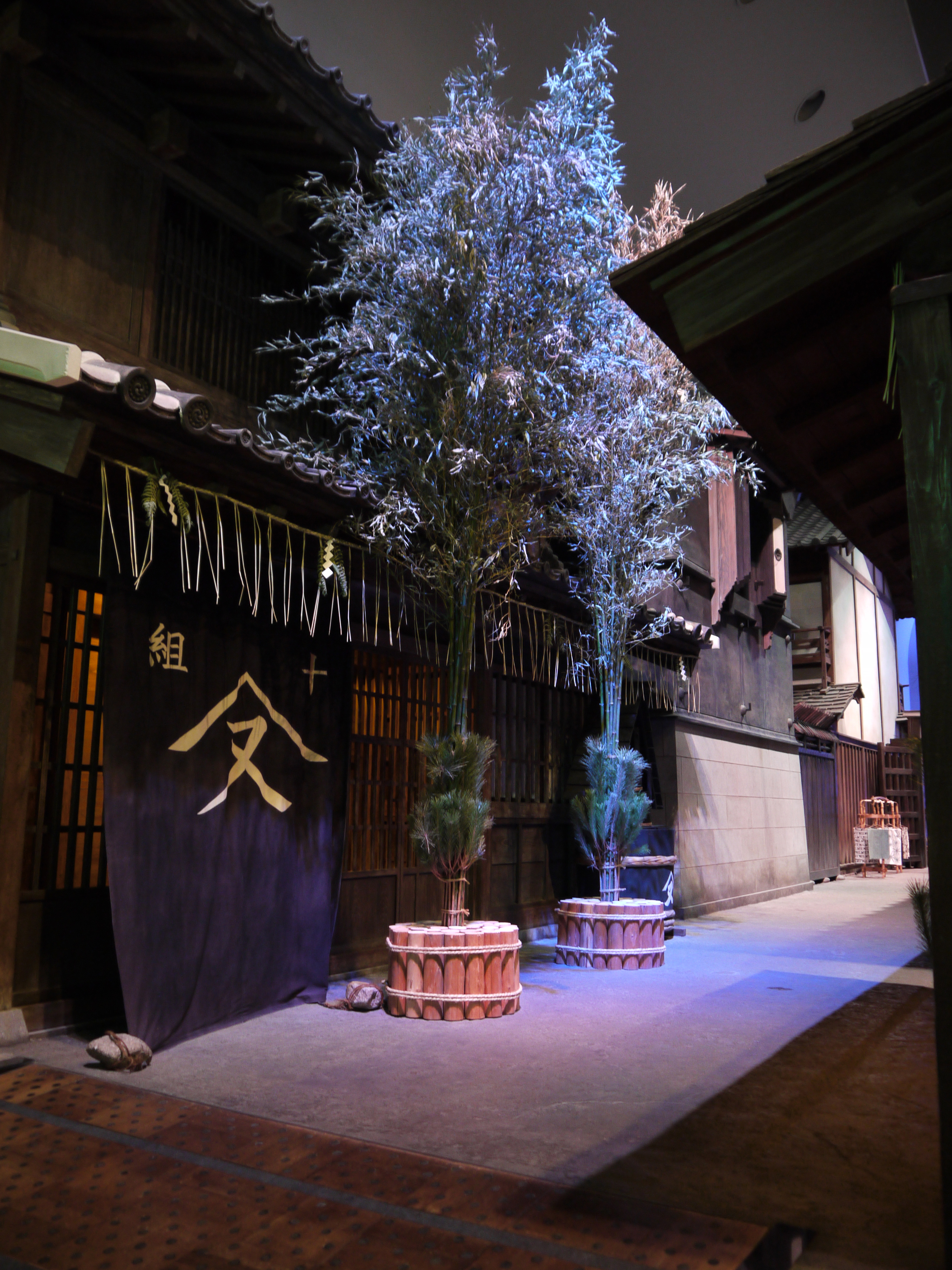
Kadomatsu a l'estil dels del període Edo